# 南アルプス市農業協同組合
南アルプス市農業協同組合(みなみあるぷすしのうぎょうきょうどうくみあい、JA南アルプス市)は山梨県南アルプス市を管轄する農業協同組合である。

## 概要
1995年(平成7年)に山梨八田農業協同組合、白根農業協同組合、百田農業協同組合、西野農業協同組合、甲斐豊農業協同組合、若草町農業協同組合、櫛形町農業協同組合、山梨甲西農業協同組合の8農協を合併し、当時の中巨摩郡八田村、白根町、芦安村、若草町、櫛形町、甲西町の6町村にまたがる広域合併農協「巨摩野農業協同組合（略称:JAこま野）」として誕生した。この範囲は現在の南アルプス市と一致する。
この時の農業協同組合名である「巨摩野」または愛称の「こま野」は市町村合併の際、新市名の候補に挙がった名前である。市名は「南アルプス」に決定し、警察署なども現市名にあわせて改名されたが、同組合は長らく改名されないままであった。
2018年4月に地域を同じくする南アルプス市と同名の「南アルプス市農業協同組合」に改称した。「行政・商工会とＪＡが一体となり「南アルプス」の統一ブランド名で販売事業を強化し、農業振興に取り組んで行く。」としている。

## 主な農作物
- モモ
- スモモ
- サクランボ

モモは都道府県別生産量が全国1位であり、笛吹市の旧一宮町域と並ぶ産地となっている。特に旧白根町域は「白根桃源郷」と呼ばれるほど栽培が盛んである。同様に全国1位の生産量を誇るスモモも南アルプス市で栽培されている。